# Тишик Іван Никандрович
Іва́н Ника́ндрович Ти́шик (26 вересня 1908, Седлище (колишнього Старовижівського району) — 18 серпня 1944) — учасник лівого революційного руху на Західній Україні.

## Життєпис
Походить із селянської родини. З 1927 року в складі КПЗУ. 1928 року закінчив навчання в Луцькій гімназії. 1930 року арештований польською поліцією за агітацію.
1934 року призначений секретарем Ковельського підпільного окружкому КПЗУ. Того ж року став членом ЦК КПЗУ. Протягом 1934—1936 років — на роботі в апараті ЦК КПЗУ.
Був одним з організаторів Антифашистського конгресу діячів культури 1936 року у Львові — з-поміж інших брали участь Ванда Василевська, Олександр Гаврилюк, Ярослав Галан, Степан Тудор.
1939 року, після приєднання Західної України до СРСР, обраний депутатом Народних Зборів Західної України.
В 1940—1941 роках працював заступником директора бібліотеки АН УРСР у Львові.
У часі нацистсько-радянської війни з жовтня 1943 року — комісар партизанського загону в партизанському з'єднанні ім. В. Н. Боженка.
З квітня 1944 року воював у лавах радянської армії. Загинув у бою, місце поховання невідоме.